# Élections législatives de 1881 dans l'Allier
Les élections législatives de 1881 ont eu lieu les 21 août et 4 septembre 1881.

## Députés élus
|   | Circonscription  | Député élu               |  | Groupe parlementaire | Député élu          |  | Groupe parlementaire |
| - | ---------------- | ------------------------ |  | -------------------- | ------------------- |  | -------------------- |
| 1 | Gannat           | Émile Bonnaud            |  | Gauche républicaine  | Alphonse Labussière |  | Union républicaine   |
| 2 | La Palisse       | Victor André Cornil      |  | UR et GR             | Victor André Cornil |  | Union républicaine   |
| 3 | 1re de Montluçon | Joseph Chantemille       |  | Gauche républicaine  | Joseph Chantemille  |  | Gauche républicaine  |
| 4 | 2e de Montluçon  | Jean-Baptiste Defoulenay |  | Centre gauche        | Marcellin Simonnet  |  | Union républicaine   |
| 5 | 1re de Moulins   | Louis Laussedat          |  | Union républicaine   | Félix Datas         |  | Extrême gauche       |
| 6 | 2e de Moulins    | Sosthène Patissier       |  | Centre gauche        | Balthazar Vinatier  |  | Union républicaine   |

## Résultats à l'échelle du département
| Partis         | Partis                | Premier tour | Premier tour | Sièges |
| Partis         | Partis                | Voix         | %            | Sièges |
| -------------- | --------------------- | ------------ | ------------ | ------ |
|                | Républicains modérés  | 37 994       | 66,45        | 5      |
|                | Républicains radicaux | 8 975        | 15,70        | 1      |
|                | Légitimistes          | 7 941        | 13,89        | 0      |
|                | Divers                | 1 570        | 2,75         | 0      |
|                | Socialistes           | 697          | 1,22         | 0      |
|                |                       |              |              |        |
| Inscrits       | Inscrits              | 117 037      | 100,00       | 6      |
| Votants        | Votants               | 59 478       | 50,82        |        |
| Abstentions    | Abstentions           | 57 559       | 49,18        |        |
| Blancs et nuls | Blancs et nuls        | 2 301        | 3,87         |        |
| Exprimés       | Exprimés              | 57 177       | 96,13        |        |

## Résultats par arrondissement

### Arrondissement de Gannat
| Candidat       | Candidat            | Parti              | Premier tour | Premier tour |
| Candidat       | Candidat            | Parti              | Voix         | %            |
| -------------- | ------------------- | ------------------ | ------------ | ------------ |
|                | Alphonse Labussière | Républicain modéré | 8 248        | 97,21        |
|                | Divers              | Divers             | 237          | 2,79         |
|                |                     |                    |              |              |
| Inscrits       | Inscrits            | Inscrits           | 20 959       | 100,00       |
| Votants        | Votants             | Votants            | 8 891        | 42,42        |
| Abstention     | Abstention          | Abstention         | 12 068       | 57,58        |
| Blancs et nuls | Blancs et nuls      | Blancs et nuls     | 406          | 4,57         |
| Exprimés       | Exprimés            | Exprimés           | 8 485        | 95,43        |

### Arrondissement de La Palisse
| Candidat       | Candidat                 | Parti               | Premier tour | Premier tour |
| Candidat       | Candidat                 | Parti               | Voix         | %            |
| -------------- | ------------------------ | ------------------- | ------------ | ------------ |
|                | Victor André Cornil      | Républicain modéré  | 7 614        | 61,74        |
|                | Bernard Honoré Préveraud | Républicain radical | 4 516        | 36,62        |
|                | Divers                   | Divers              | 202          | 1,64         |
|                |                          |                     |              |              |
| Inscrits       | Inscrits                 | Inscrits            | 26 870       | 100,00       |
| Votants        | Votants                  | Votants             | 12 687       | 47,22        |
| Abstention     | Abstention               | Abstention          | 14 183       | 52,78        |
| Blancs et nuls | Blancs et nuls           | Blancs et nuls      | 355          | 2,80         |
| Exprimés       | Exprimés                 | Exprimés            | 12 332       | 97,20        |

### Arrondissement de Montluçon

#### 1recirconscription
| Candidat       | Candidat           | Parti              | Premier tour | Premier tour |
| Candidat       | Candidat           | Parti              | Voix         | %            |
| -------------- | ------------------ | ------------------ | ------------ | ------------ |
|                | Joseph Chantemille | Républicain modéré | 7 403        | 62,74        |
|                | Boissière          | Légitimiste        | 4 219        | 35,75        |
|                | Divers             | Divers             | 178          | 1,51         |
|                |                    |                    |              |              |
| Inscrits       | Inscrits           | Inscrits           | 19 274       | 100,00       |
| Votants        | Votants            | Votants            | 12 400       | 64,34        |
| Abstention     | Abstention         | Abstention         | 6 874        | 35,66        |
| Blancs et nuls | Blancs et nuls     | Blancs et nuls     | 600          | 4,84         |
| Exprimés       | Exprimés           | Exprimés           | 11 800       | 95,16        |

#### 2ecirconscription
| Candidat       | Candidat           | Parti              | Premier tour | Premier tour |
| Candidat       | Candidat           | Parti              | Voix         | %            |
| -------------- | ------------------ | ------------------ | ------------ | ------------ |
|                | Marcellin Simonnet | Républicain modéré | 7 470        | 61,07        |
|                | Lachaume           | Légitimiste        | 3 722        | 30,43        |
|                | Jean Dormoy        | Socialiste         | 697          | 5,70         |
|                | Divers             | Divers             | 343          | 2,80         |
|                |                    |                    |              |              |
| Inscrits       | Inscrits           | Inscrits           | 17 437       | 100,00       |
| Votants        | Votants            | Votants            | 12 325       | 70,68        |
| Abstention     | Abstention         | Abstention         | 5 112        | 29,32        |
| Blancs et nuls | Blancs et nuls     | Blancs et nuls     | 93           | 0,75         |
| Exprimés       | Exprimés           | Exprimés           | 12 232       | 99,25        |

### Arrondissement de Moulins

#### 1recirconscription
| Candidat       | Candidat       | Parti               | Premier tour | Premier tour |
| Candidat       | Candidat       | Parti               | Voix         | %            |
| -------------- | -------------- | ------------------- | ------------ | ------------ |
|                | Félix Datas    | Républicain radical | 4 459        | 96,58        |
|                | Divers         | Divers              | 158          | 3,42         |
|                |                |                     |              |              |
| Inscrits       | Inscrits       | Inscrits            | 13 223       | 100,00       |
| Votants        | Votants        | Votants             | 4 906        | 37,10        |
| Abstention     | Abstention     | Abstention          | 8 317        | 62,90        |
| Blancs et nuls | Blancs et nuls | Blancs et nuls      | 289          | 5,89         |
| Exprimés       | Exprimés       | Exprimés            | 4 617        | 94,11        |

#### 2ecirconscription
| Candidat       | Candidat           | Parti              | Premier tour | Premier tour |
| Candidat       | Candidat           | Parti              | Voix         | %            |
| -------------- | ------------------ | ------------------ | ------------ | ------------ |
|                | Balthazar Vinatier | Républicain modéré | 7 259        | 94,14        |
|                | Divers             | Divers             | 452          | 5,86         |
|                |                    |                    |              |              |
| Inscrits       | Inscrits           | Inscrits           | 19 274       | 100,00       |
| Votants        | Votants            | Votants            | 8 269        | 42,90        |
| Abstention     | Abstention         | Abstention         | 11 005       | 57,10        |
| Blancs et nuls | Blancs et nuls     | Blancs et nuls     | 558          | 6,75         |
| Exprimés       | Exprimés           | Exprimés           | 7 711        | 93,25        |